# 蕭錫延

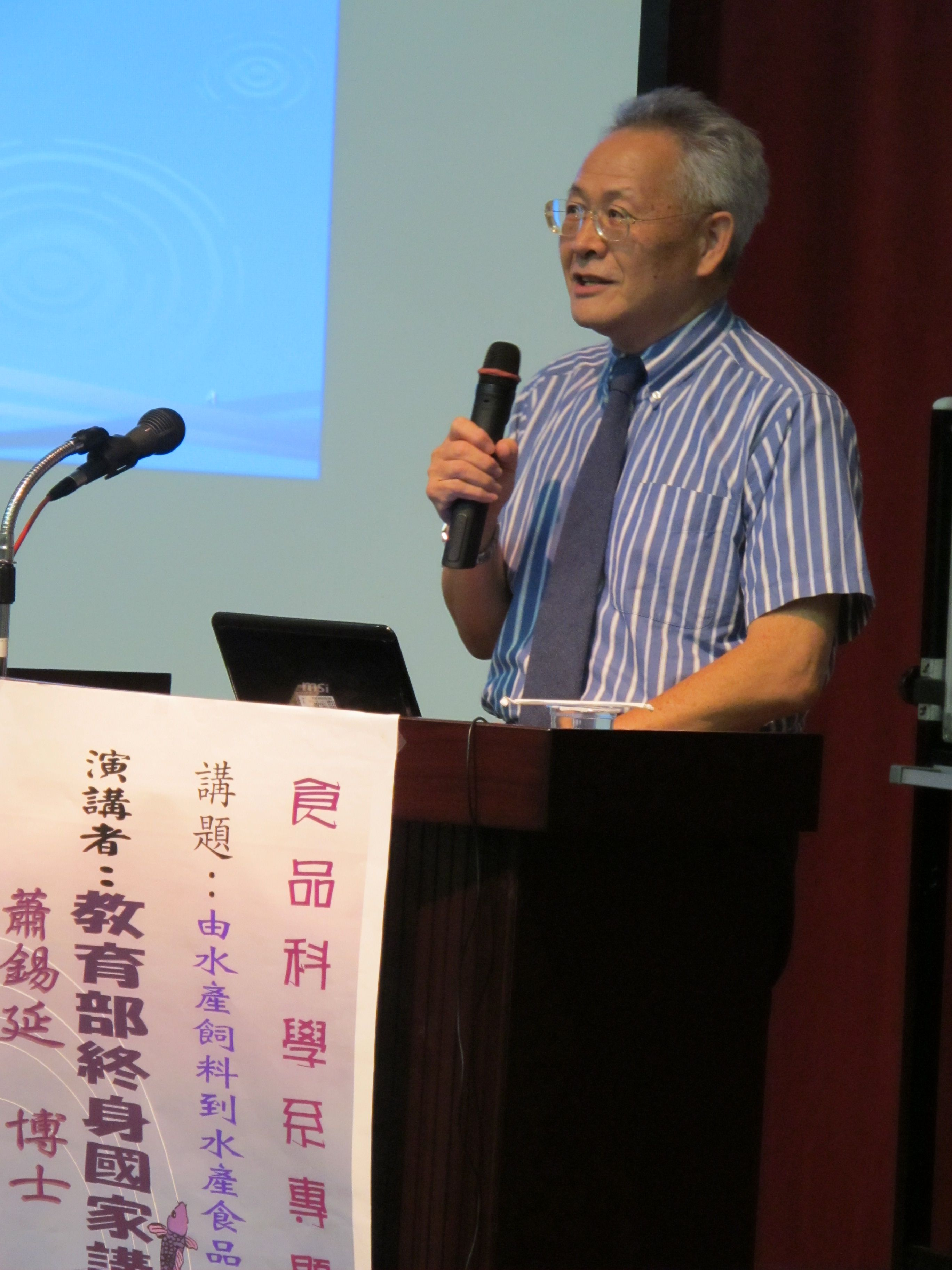
蕭錫延

蕭錫延（1946年1月10日—），台灣食品科學學者，教育部終身國家講座教授。

## 學歷
- 美國德州理工大學食品營養研究所博士
- 美國德州理工大學食品營養研究所碩士
- 中華民國國立臺灣海洋大學食品科學系學士

## 經歷
- 教育部終身國家講座教授(1999-迄今)
- 靜宜大學食品營養系講座教授(2005-2016)
- 輔仁大學食品科學系耕莘講座教授(2009-迄今)
- 國立屏東科技大學終身講座教授(2015-迄今)
- 國立臺灣海洋大學講座教授暨終身特聘教授(1983-迄今)
- 國立臺灣海洋大學食品科學系所主任(1987-1993)
- 中華民國營養學會理事
- 教育部95學年度國家講座暨學術獎「生物及醫農類科」評審委員
- 財團法人高等教育評鑑中心－大學系所評鑑食品科學與生活應用學門召集委員
- 國科會生物處諮議委員
- 衛生署基因改造食品審議委員
- 世界養殖學會理事
- 亞洲水產學會理事
- 臺灣水產學會理事長
- 臺灣水產學會名譽理事
- 中華民國營養學會理事
- 美國國家科學院(The National Academies)國家研究理事會(National Research Council)委員
- 太平洋科學協會中華民國委員會(The National Committee for the Pacific Science Association)委員
- 世界營養學會(International Union of Nutritional Sciences)魚類營養委員
- 國際學術期刊Acta Zoologica Sinica審稿人
- 國際學術期刊Aquaculture編輯、審稿人
- 國際學術期刊Aquaculture Nutrition編輯、審稿人
- 國際學術期刊Aquaculture Research編輯、審稿人
- 國際學術期刊Asian Fisheries Science主編
- 國際學術期刊Asian Pacific Journal of Clinical Nutrition審稿人
- 國際學術期刊Comparative Biochemistry & Physiology審稿人
- 國際學術期刊Journal of Nutrition審稿人
- 國際學術期刊Nutrition審稿人
- 國際學術期刊Zoological Studies審稿人
- 國際學術期刊Aquaculture Research主編(Editor-in-Chief)(2010-迄今)

榮譽獎項
1.	1987年到1995年   行政院國家科學委員會傑出研究獎 (連續四次)
2.	1989年   教育部大學暨獨立學院教學特優獎
3.	1991年   台灣營養學會學術傑出獎
4.	1993年   行政院傑出科技榮譽獎
5.	1995年   教育部第39屆生物暨醫農科學類學術獎
6.	1995年到 2001年  行政院國家科學委員會特約研究員獎
7.	1996年到 2001年  傑出人才發展基金會傑出人才講座獎
8.	1999年   教育部第3屆生物暨醫農科學類國家講座
9.	2000年   國立台灣海洋大學校級教學特優獎
10.	2002年   第二度獲得教育部生物暨醫農科學類國家講座(第6屆)並晉升為  終身榮譽，彰顯他持續積極從事學術研究與教學，樹立學術典範。
11.	2003年   第二度獲得國立台灣海洋大學校級教學特優獎
12.	2005年到2008年   行政院科技部核定最高等級研究計畫主持人
13.	2010年   亞洲水產學會 Merit Award

## 外部連結
- 國立臺灣海洋大學蕭錫延網頁 （页面存档备份，存于）